# المفوض السامي (رواية)
رواية المفوض السامي (بالإنجليزية: The High Commissioner)‏ هي رواية للكاتب الأسترالي جون كليري. نشرت عام 1966.
وهي أول رواية يتناول فيها شخصية المفتش سكوبي مالون.